# هوشانغ أميني
هوشانغ أميني (1936-1963) كان قاتلًا متسلسلًا ومغتصبًا إيرانيًا قتل 67 شخصًا في مدينة فارامين من عام 1954 إلى عام 1962، بمساعدة المتواطئين أحيانًا. حصل على لقبه شبح آبار القناة بسبب قطع رؤوس ضحاياه بعد الوفاة ثم إلقاء جثثهم في الآبار. بعد إلقاء القبض عليه، اعترف بجميع جرائمه، ولم يعرب عن أي ندم على ما فعله. وقد تمت محاكمته وإدانته وإعدامه بعد بضعة أشهر من اعتقاله.
هو القاتل المتسلسل الأكثر شهرة في تاريخ إيران، متجاوزًا علي أصغر بروجردي.

## حياته
لا يُعرف إلا القليل نسبيًا عن حياة أميني الشخصية. ولد عام 1936 في فارامين، وكان جزءًا من عائلة كبيرة تخلى عنها والده في وقت ما. نشأ هوشانغ في فقر، وتعرض للعنف الجسدي من قبل أفراد آخرين من العائلة.
عندما كبر، ظل عازبًا وعاطلًا عن العمل، لكنه مع ذلك استمتع بتأليفات برويز ياهاغي وقصائد حافظ. في مرحلة ما، أصبح مهووسًا بـ "تطهير العالم من الفساد"، وادعى في مقابلات لاحقة أنه كان مستوحى من أصغر القاتل لبدء قتل الناس. في وقت ارتكاب الجرائم، كان يدرس ليصبح سائق شاحنة متدربًا وكان معروفًا بابتزاز التجار في فارامين.

## جرائم القتل
كان أسلوب عمل أميني يتألف من انتقاء الأولاد الصغار المعرضين للخطر في الغالب (على الرغم من أنه قتل أيضًا الرجال والنساء البالغين) من شوارع فارامين، ثم اختطفهم أو استدرجهم إلى مناطق معزولة. وبمجرد ابتعاده عن أعين المتطفلين، كان يقوم بربط يدي الضحية ويبدأ في اغتصابها وتعذيبها قبل خنقها في النهاية. وبعد ذلك يقوم بقطع رأس الضحية بسكين، وعادة ما يقوم بإلقاء الجثة في بئر قريب.
كانت أول ضحية معروفة له في وقت ما في شهر مارس عام 1954، وبعد ذلك تم العثور على الجثة بدون رأس في قناة مائية في نعمت آباد. وبعد شهر واحد فقط، تم العثور على جثة امرأة شابة مقطوعة الرأس في ظروف مماثلة في دولت آباد. استمرت مثل هذه الجرائم المروعة في الحدوث في فارامين وما حولها لعدة سنوات، مع الكشف عن عمليات قتل مماثلة في مناطق أخرى أيضًا. في بعض الأحيان، كان يتلقى المساعدة من شركاء لم يتم الكشف عن أسمائهم - في إحدى الحالات، قام أميني وعدة أصدقاء آخرين بالسكر، واختطفوا صبيًا صغيرًا وتناوبوا على اغتصابه وتقطيع أجزاء من لحمه قبل قتله في النهاية.
أصبحت أخبار الجرائم أخبارًا وطنية في أوائل الستينيات عندما تم العثور على جثة رجل ألماني مجهول الهوية في المقبرة المحلية في مسغار آباد ، في نفس حالة الضحايا السابقين. ولم تتمكن الشرطة من جمع أي أدلة، مما أدى إلى ظهور نظريات عديدة حول جريمة القتل، حيث ادعى البعض أنه ربما تم تنويمه مغناطيسيا. وبعد فترة وجيزة، بدأت الشائعات تنتشر عن ظهور آكل لحوم البشر للأطفال في المدينة، مما أدى إلى ذعر معظم السكان بسبب زيادة وتيرة اختفاء الأولاد الصغار. ولم يتم العثور على بعض الضحايا أبدًا.
تم اكتشاف الضحايا المعروفين الأخيرين في عام 1962 بعد أن اتصل موظف في المحكمة بالشرطة وأبلغهم أنه عثر على أثر دماء يؤدي إلى بئر قريب. وبعد الفحص، عثر رجال الشرطة على جثتي شابين كانت أيديهما مقيدة خلف ظهريهما ومقطوعة الرأس. بعد فحص التقارير الخاصة بالأشخاص المفقودين المحليين، أثبتوا أن الضحيتين كانا من بائعي الصحف المحليين الذين اختفوا مؤخرًا.

## الاعتقال والمحاكمة والاعترافات
هناك روايات مختلفة حول كيفية القبض على أميني. في إحدى الروايات، لاحظت الشرطة في يوم النوروز شابًا متشردًا بالقرب من البئر وكان يبدو أنه يتصرف بشكل مريب. وبسبب الشك في أنه قد يكون شريكًا في الجرائم، تم اعتقاله واستجوابه، وكشف أن اسمه هو هوشانغ أميني، لكنه رفض بشكل قاطع الاعتراف بتورطه في جرائم القتل. ولكنه بدلا من ذلك طلب إجراء مقابلة مع مراسل إخباري، حيث اعترف له على الفور بقتل عدد من الأطفال، بالإضافة إلى الرجل الألماني.
وفي رواية أخرى، يزعم أن الشرطة ألقت القبض على رجل يدعى حميد بتهمة ارتكاب سلسلة من سرقات الدراجات في طهران، وأنه أعطاهم عنوان أميني، مدعيا أنه كان شريكا. ولكن عندما وصلوا إلى منزله، لم يكن موجودًا في أي مكان. وواصلت الشرطة البحث عنه، وحددت في النهاية أنه المشتبه به الرئيسي في جرائم القتل، وألقت القبض عليه في نهاية المطاف في منزل شقيقته، حيث تم العثور عليه مختبئًا في صندوق. ويقال إنه تمكن من تجنب اكتشافه من خلال ارتداء ملابس نسائية.
باستخدام المعلومات التي قدمها المعتقل، تمكنت الشرطة من تحديد مكان جثث إضافية وتحديد هوية الألماني باعتباره مستشارًا اقتصاديًا يدعى إرنست لانغ. وعند استجوابه، ادعى أميني أنه عثر على لانج السكير في طهران، فقام باختطافه، واقتياده إلى مسغار آباد، وسرق منه أمواله، وألقاه في البئر. وفي المقابلات اللاحقة، اعترف أميني بارتكاب ما مجموعه 67 جريمة قتل، بما في ذلك بعض الجرائم التي ارتكبت في شمال إيران.
وقد أثار الاعتقال ضجة إعلامية، حيث لاحظ العديد من الصحفيين كيف أن هدوء أميني وطريقة حديثه المهذبة تتناقض مع بشاعة جرائمه. كان معروفًا أيضًا بشعره الأشعث ورائحة فمه الكريهة وارتدائه قبعة من اللباد ، ولهذا السبب أطلقت عليه بعض الصحف لقب "قاتل قبعة اللباد" (بالفارسية: قاتل کلاه نمدی). وفي مقابلات أجريت مع الصحافة، ادعى أميني أنه كان مستوحى من أصغر القاتل، وبالمثل أراد تطهير المجتمع من الأشخاص الذين اعتبرهم فاسدين. وبعد الكشف عن جرائمه، تبرأ منه علنًا أفراد عائلته، الذين رفضوا جميعًا تقريبًا التفاعل معه على الإطلاق أثناء محاكمته وسجنه اللاحق.
وبعد محاكمة قصيرة، أُدين أميني بجميع التهم وحُكم عليه بالإعدام. وبينما كان ينتظر تنفيذ حكم الإعدام فيه، زاره شقيقه الأكبر، الذي وبخه على جرائمه البشعة قبل أن يغادر في غضب. وقد لفتت خطورة الجرائم انتباه أحد معبودي أميني، برويز ياهغي، الذي سجل مقابلات معه على شريط كاسيت خلال خمس زيارات منفصلة للسجن. على الرغم من أنه قام بحجب معظم التفاصيل المروعة للجرائم، فقد مُنع ياهاجي من إصدار المقابلات للجمهور من أجل القلق على أفراد أسر الضحايا. قال أميني لاحقًا إنه أراد أن يكون زائره الأخير هو ياهاجي، الذي اعتبره الآن صديقه.

## تنفيذ
في ديسمبر 1963، تم إعدام أميني علانية في توبخانه ، إلى جانب قاتل آخر، وهو سفر علي رحيمي. وحضر الحدث عدد كبير من المتفرجين من فارامين وحتى طهران. قبل إعدامه، سُمح له بغناء قصيدة من أشعار حافظ، وفي الدقائق الأخيرة قبل فتح الباب السري، قال لصحفيين ما يلي: "قتلي لن يحل أي شيء. اذهبوا وابحثوا عن السبب. لديكم الكثير من الأطباء. هناك 3000 شخص مثلي في طهران. أنا لست خائفًا".
بعد الإعدام، وبناءً على رغبته، تم تسليم جثته إلى أخيه الأكبر، الذي قام بدفنها بعد ذلك في مكان غير معلوم.

## في الاعلام والثقافة
في عام 2015، أصدر الممثل والمخرج السينمائي الشهير زكريا هاشمي كتابًا بعنوان "آخر إعدام" (بالفارسية: آخرین اعدام)، وهو رواية خيالية جزئيًا عن جرائم أميني. حصل هاشمي على الإلهام للكتابة عن هذه القضية بعد أن حصل على شريط كاسيت يحتوي على مقابلة مع أميني.